# Simone Dulac
Pour les articles homonymes, voir Dulac.
Simone Dulac est une actrice de théâtre et de cinéma, et une scénariste française de cinéma.

## Biographie
En 1922, elle suit l'enseignement de l'école théâtrale de Charles Dullin à l'Atelier, rue des Ursulines,.

## Théâtre

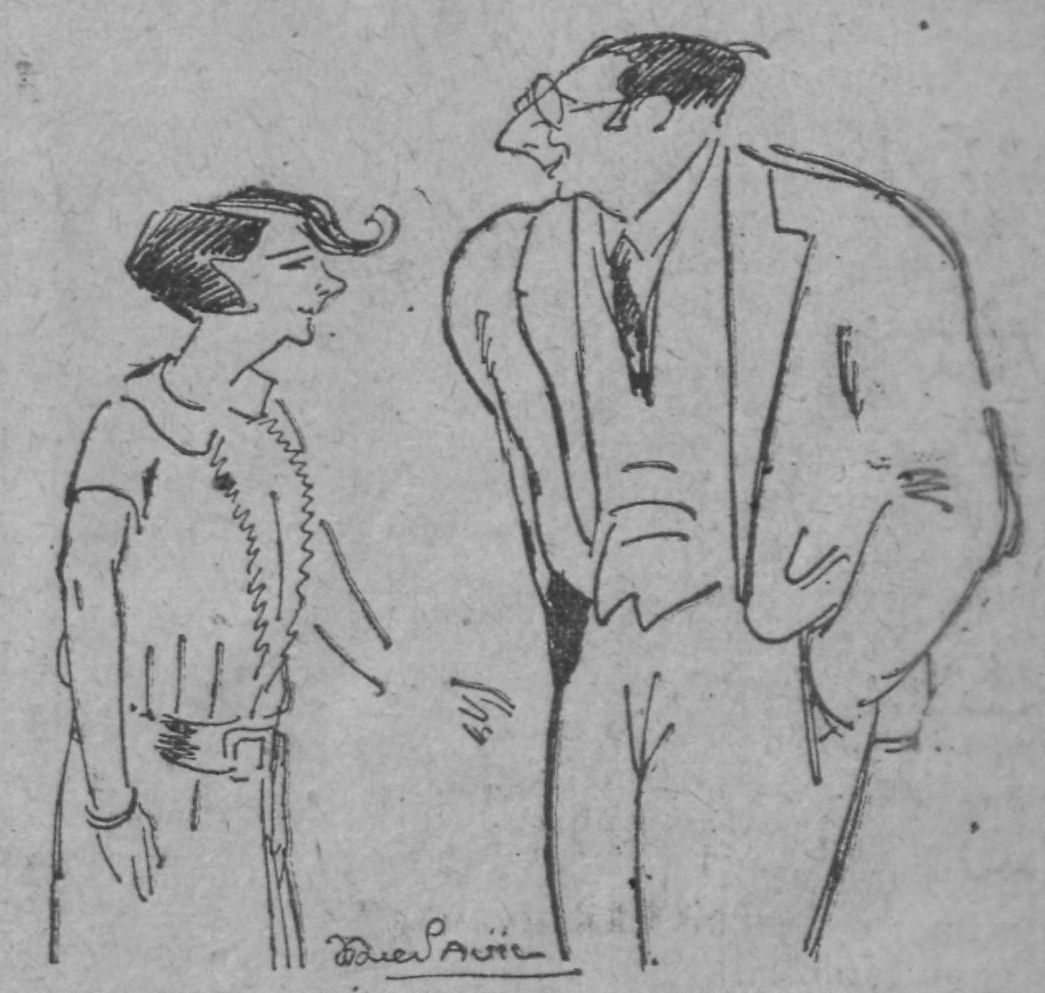
Simone Dulac et Pierre Alcover, Amours, Délices…, 1925

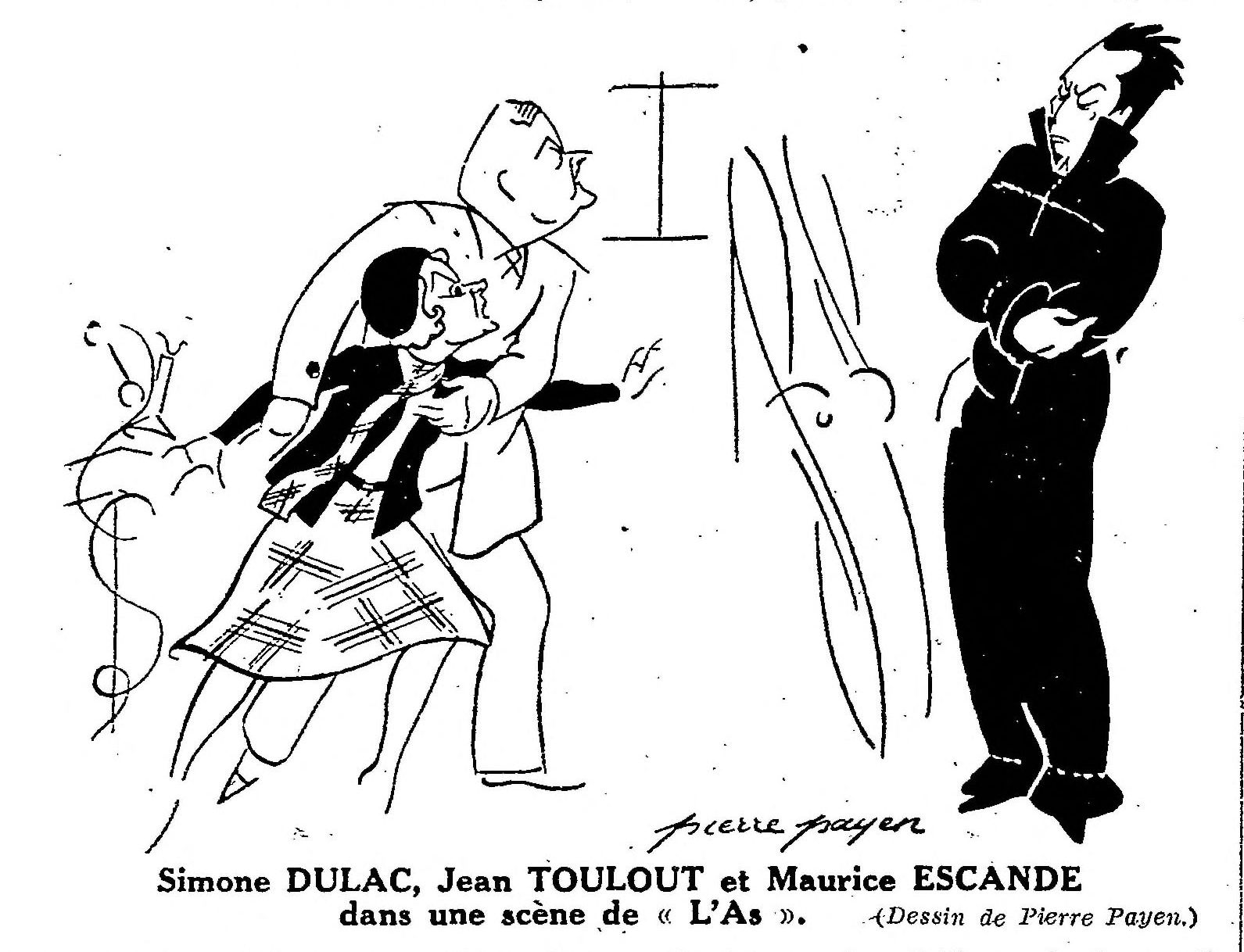
Dans une scène de L'As, 1930

- 1907 : Le Paradis perdu, comédie-bouffe d'Arthur Bernède au théâtre des Mathurins[3].
- 1908 : C'est couru !..., revue d'Édouard Pontié, au Little Palace, rue de Douai[4],[5],[6].
- 1909 : La Grande Amie, par le cercle des Escholiers[7].
- 1909 : L'Étau, d'André Sardou, par le cercle des Escholiers, à la salle du théâtre Fémina, Simone Chavanne[8],[9],[10].
- 1922 : Moriana et Galvan, d'après Romancero moresque, d'Alexandre Arnoux, avec Antonin Artaud et Génica Athanasiou, création le 2 mars, à l'Atelier, salle Pasdeloup[11].
- 1922 : Le Regard neuf, de Gabriel Marcel, au cercle des Escholiers, au théâtre Antoine[12],[13].
- 1922 : Barbe-Blonde, de Jehan Bouvelet et Edgard Bradby, au théâtre du Gymnase[14].
- 1922 : Comédienne, de Paul Armont et Jacques Bousquet, avec Gabrielle Dorziat, au Nouveau Casino de Vichy, Lucette[15].
- 1922 : Les Rantzeau, d'Erckmann-Chatrian , au Nouvel-Ambigu[16].
- 1922 : L'Enfant du Miracle, de Paul Gavault et Robert Charvey, au Nouvel-Ambigu[17].
- 1923 : Faubourg-Montmartre, d'Henri Duvernois et Abel Tarride, au Nouvel-Ambigu, Gevrinette[18],[19].
- 1923 :  Une Revue aux Capucines !, revue de Rip, au théâtre de Capucines[20],[21].
- 1924 : Ce que femme veut, d'Étienne Rey et Alfred Savoir, au théâtre des Mathurins, Loulou[22],[23].
- 1925 : En Famille, de Louis Verneuil, au théâtre de l'Avenue, Colette[24],[25],[26],[27].
- 1925 : Amours, Délices…, de Georges Dolley et Albert Jean, à la Comédie-Caumartin, Micheline[28],[29],[30].
- 1925 : La Sonnette d'alarme, de Maurice Hennequin et Romain Coolus, reprise au théâtre de la Renaissance[31],[32].
- 1925 : Copains !, de Georges Berr, d'après Pals First, comédie de Lee Wilson Dodd, traduite par Gabrielle Dorziat, au théâtre Antoine, Miss Setty[33],[34],[35].
- 1925 : Le Fauteuil 47, de Louis Verneuil, reprise au théâtre Antoine[36].
- 1925 : Le Mariage de Maman, de Louis Verneuil et Georges Berr, avec Jeanne Granier, au théâtre Antoine[37],[38],[39].
- 1926 : La Petite Chocolatière, de Paul Gavault, à l'Alhambra de Lille, Benjamine Lapistolle (la petite chocolatière)[40].
- 1927 : Le Sexe fort ou La Volonté de l'Homme, de Tristan Bernard, reprise au théâtre Michel, Clara[41],[42],[43].
- 1927 : Le Chasseur, de Pierre Mortier, avec Renée Corciade, au théâtre Michel, Lucie[44],[45],[46].
- 1927 : L'Amant conjugal, de Lucien Mayrargue, au théâtre Michel, Ginette Lernier[47].
- 1927 : Mon gosse de père, de Léopold Marchand, au théâtre de l'Avenue, Yvonne Landier[48].
- 1927 : L'Abbé et le Ministre, de Lucigny, au théâtre Sarah Bernard, Simone Mauroy[49],[50].
- 1927 : Une femme dans un lit !, d’Yves Mirande et Gustave Quinson, au théâtre du Palais-Royal, Geneviève[51],[52],[53], atteint la 100e[54].
- 1928 : Mademoiselle Josette, ma femme, de Paul Gavault et Robert Charvay, à l'Odéon, Josette[55].
- 1929 : Nicole et sa vertu, de Félix Gandera, au théâtre du Parc à Bruxelles, Nicole[56].
- 1929 : Çà, de Claude Gével, reprise à l'Athénée[57],[58].
- 1929 : Le Loup-Garou, de Rudolf Lothar et Robert de Mackiels, création aux Célestins[59], puis à la Comédie-Caumartin, Comtesse Camilla[60].
- 1930 : L'Amour à l'américaine, d'André Mouëzy-Éon et Robert Spitzer, au théâtre du Palais Royal[61],[62],[63].
- 1930 : L'As, d'Yvan Noé, Blanche Alix et Charles Poidlouë, à l'Apollo[64],[65],[66],[67].
- 1930 : Simone est comme ça, d'Yves Mirande et Alex Madis, reprise à l'Apollo[68].
- 1931 : Un Ami d'Argentine, de Tristan Bernard et Max Maurey, au théâtre des Galeries à Bruxelles[69].
- 1931 : Caniche, de Lonjon-Raynaud à la Comédie Caumartin[70],[71].
- 1932 : Hector, d'Henri Decoin, à l'Apollo[72],[73],[74].

## Cinéma
comme scénariste et actrice
- 1933 : Je suis un homme perdu, moyen métrage d'Edmond T. Gréville.

comme actrice
- 1934 : L'Hôtel du libre échange, film français réalisé par Marc Allégret[75].